# Maicol & Manuel
 Maicol & Manuel est un duo de reggaeton.

## Discographie
- El desquite

1. Intro - 3:46
2. Funeral - 4:03
3. Tu Veneno - 3:24
4. Siguelo - 4:52
5. No Respondo - 4:01
6. Mala Mia - 4:33
7. Hipnotizao - 4:32
8. Ando Buscando - 3:26
9. Diario Vivir - 2:46
10. Volvernos a Ver - 3:12
11. Tu y Yo/Como Te Extraño - 7:09
12. Que Se Activen - 3:03
13. El Que Quiera - 4:31
14. Dale Fuete - 3:21
15. Partela - 3:12
16. Bailando Sola - 3:29
17. Untitled Track] [Remix][*] - 6:28